# Heil dir im Siegerkranz
Heil dir im Siegerkranz («Славься ты в венце победном») — императорский гимн в Германской империи с 1871 по 1918 гг. и в Королевстве Пруссия с 1795 по 1918 гг. (неофициально). Государственным гимном в современном смысле слова он не был, особенно в землях южнее Рейна, где к нему относились со скепсисом.
До основания империи в 1871 году, он был королевским гимном Пруссии с 1795 года и оставался им после 1871 года. Мелодия гимна заимствована у английского гимна «Боже, храни Короля». По этим причинам, гимн не смог стать популярным во всей Германии. Он не только не смог заручиться поддержкой большинства немецких националистов, но и никогда не был признан южногерманскими государствами, такими как Бавария или Вюртемберг. После Первой мировой войны Германской империи пришёл конец, и «Das Lied der Deutschen» стала национальным гимном Веймарской республики.
Генрих Харрис написал текст песни в 1790 году в честь короля Дании Кристиана VII, и строка «Heil Kaiser, dir!» первоначально гласила «Heil Christian, dir!». В 1793 году текст Харриса был адаптирован Бальтазаром Герхардом Шумахером (1755-1805) для использования в Пруссии. Шумахер сократил текст Харриса и заменил слово «Кристиан» на «Кёниг» (король). После провозглашения Германской империи слово «Кёниг» было заменено на «Кайзер» (император).
«Кайзер Вильгельм» в тексте песни первоначально отсылал к Вильгельму I, который правил до 1888 года. Его сыну Фридриху III, царствовавшему всего 99 дней, наследовал Вильгельм II. Одна из шуточек того времени заключалась в том, что название песни было изменено на «Heil Dir im Sonderzug» («Славься ты в королевском поезде») из-за частых путешествий Вильгельма II.
После начала Первой мировой войны в 1914 году берлинский композитор Хьюго Каун попытался переложить текст гимна на новую музыку, чтобы убрать сходство на тот момент с вражеским гимном «Боже, храни Короля».

## Текст
| 1. Heil dir im Siegerkranz, Herrscher des Vaterlands! Heil, Kaiser, dir! | : Fühl in des Thrones Glanz Die hohe Wonne ganz, Liebling des Volks zu sein! Heil Kaiser, dir! : | 2. Nicht Roß, nicht Reißige Sichern die steile Höh', Wo Fürsten steh’n: \|\|:Liebe des Vaterlands, Liebe des freien Manns Gründen den Herrscherthron Wie Fels im Meer.:\|\| 3. Heilige Flamme, glüh', Glüh' und erlösche nie Fürs Vaterland! \|\|:Wir alle stehen dann Mutig für einen Mann Kämpfen und bluten gern Für Thron und Reich!:\|\| 4. Handel und Wissenschaft Heben mit Mut und Kraft Ihr Haupt empor! \|\|:Krieger- und Heldentat Finden ihr Lorbeerblatt Treu aufgehoben dort, An deinem Thron!:\|\| 5. Sei, Kaiser Wilhelm, hier Lang' deines Volkes Zier, Der Menschheit Stolz! \|\|:Fühl' in des Thrones Glanz, Die hohe Wonne ganz, Liebling des Volks zu sein! Heil, Kaiser, dir!:\|\| | 1. Честь победителю, Страны властителю, Кайзер, виват! \|\|:Почувствуй радостно, Какое счастье быть Любимцем нации! Кайзер, виват!:\|\| 2. Не рыцарь и не конь Хранят высокий трон, Где Фюрст стоит: \|\|: Любовь Отечества, Любовь свободных людей - Опора трона, как Морской гранит.:\|\| 3. Святой огонь, пылай, И силу не теряй Страны отцов! \|\|: Любой из нас готов Всегда без лишних слов Пролить охотно кровь За трон и рейх!:\|\| 4. Торговля пусть растёт, Наука пусть идёт Вверх и вперёд! \|\|: Подвиги воинов, Лавров достойные, Твоя награда их С престола ждёт!:\|\| 5. Будь, Кайзер Вильгельм, тут Ты — радость нации, Гордость людей! \|\|: Почувствуй радостно, Какое счастье быть Любимцем нации! Кайзер, виват!:\|\| |

## Другие гимны
«Die Wacht am Rhein» («Стража на Рейне») была настолько популярной патриотической песней, что её часто рассматривали как неофициальный национальный гимн. 
В Королевстве Бавария официальным гимном долгое время был «Heil unserm König, Heil», он также пелся на английскую мелодию «Боже, храни короля». Точно так же в Лихтенштейне есть «Oben am jungen Rhein» (1920), поется на ту же мелодию.
Гавайский гимн «Hawaiʻi Ponoʻī», написанный прусским капельмейстером Анри Бергером, представляет похожую вариацию мелодии.